# Ситенко Михайло Іванович
Миха́йло Іва́нович Сите́нко  (31 жовтня (12 листопада) 1885, село Рябушки, нині Лебединський район Сумської області — 13 січня 1940, Харків) — український хірург-ортопед, травматолог. Доктор медичних наук, професор, директор Українського науково-дослідного інституту ортопедії та травматології в Харкові . Член-кореспондент Всеукраїнської Академії Наук (з 1936). Заслужений діяч науки УРСР (1936).

## Життєпис
Михайло Іванович Ситенко народився в селі Рябушки, нині Сумської області у родині священика. Середню освіту одержав у Сумській Олександрівській гімназії. У 1904 р. вступив на медичний факультет Імператорського Харківського університету (нині Харківський національний медичний університет), який закінчив з відзнакою у 1910 р. Медичну практику проходив під керівництвом Костянтина Зільберника в Лебедині. Залишився при університеті при кафедрі оперативної хірургії для підготовки до професорського звання. Водночас Михайло Іванович працював у факультетській хірургічній клініці під керівництвом професора Л. В. Орлова і в хірургічному відділенні губернської земської лікарні у Ф. Ю. Розе .
З 1911 р. Михайло Ситенко працював на посаді старшого асистента кафедри оперативної хірургії та топографічної анатомії у Харківському жіночому медичному інституті .
Під час Першої світової війни перебував на військовій службі як старший лікар полку (1914–1918). Працював в Одеському спеціалізованому травматологічному воєнному шпиталі (1917–1918). У 1918 р. після демобілізації Михайло Іванович повернувся до Харкова та працював на посаді прозектора на кафедрі оперативної хірургії і топографічної анатомії Медичної академії .
З 1921 р. М. І. Ситенко — головний лікар Харківського медико-механічного інституту (згодом —  Український науково-дослідний інститут ортопедії та травматології ). У 1926–1940 рр. — реорганізатор і директор цього інституту ( вже Українського науково-дослідного інституту ортопедії та травматології) і керівник першої в Україні кафедри ортопедії при Харківському інституті вдосконалення лікарів.
У 1924 р. Михайло Іванович захистив дисертацію на здобуття вченого ступеня доктора медицини за темою «О свободной костной аутопластике при псевдоартрозах». У 1930 р. йому присвоєно звання професора, у 1936 р. вченого обрано членом-кореспондентом Академії наук УРСР, у тому ж році надано звання Заслуженого діяча науки УРСР .
Науковець є засновником і першим редактором фахового журналу «Ортопедия, травматология и протезирование» (1927–1940), який довгий час був єдиним в країні з цієї спеціальності. Також ініціатор, організатор і голова Першого Всеукраїнського з’їзду ортопедів, травматологів і працівників протезної справи (1936), який став першим з'їздом за даною спеціальністю в СРСР . Обирався головою Українського товариства ортопедів-травматологів, членом Вченої медичної ради Наркомату охорони здоров’я СРСР і президії Вченої медичної ради Наркомату охорони здоров’я УРСР .
Михайло Іванович Ситенко пішов з життя 13 січня 1940 р. після тяжкої хвороби .

## Наукова та педагогічна робота
Вчений працював у галузі військово-польової хірургії, кісткової пластики, травматології, розробив близько 20 оригінальних хірургічних операцій при вродженому вивиху кульшового суглоба, звичних вивихах плечового суглоба, псевдоартрозах. Особливу увагу Михайло Іванович приділяв дитячій ортопедії та травматології, вродженим деформаціям опорно-рухового апарату. Метод лікування вивиху кульшового суглобу у немовлят отримав його ім'я [3].
М. І. Ситенко – автор низки ортопедичних апаратів і хірургічних інструментів. За його ініціативою створено мережу периферичних науково-опорних пунктів інституту, систему ранніх профілактичних оглядів новонароджених і дітей перших місяців життя, травматологічну станцію, що стала прообразом сучасних травматологічних пунктів, центр реабілітації у м. Слов’янськ для хворих із наслідками травм тощо .
Становлення та розвиток ортопедії, травматології, протезування та реабілітаційної допомоги в Україні пов’язано з ім’ям професора. За його сприяння створено нову школу ортопедії і травматології, яку з повною підставою можна називати школою Ситенка. Вчений виховав плеяду учнів .
На посаді директора Харківського науково-дослідного інституту ортопедії та травматології здійснив заходи по оптимізації та реорганізації діяльності закладу:
- збільшив кількість ліжок у 2,5 рази (з 60 до 150)
- започаткував 4 відділення та амбулаторію
- створив на базі Інституту курси підвищення кваліфікації лікарів з надання ортопедо-травматологічної допомоги
- заснував дитячий ортопедичний профілакторій (1932 р.)
- відкрив дослідну станцію з перекваліфікації та працевлаштування інвалідів-травматиків (1932 р.)
- заснував першу в Україні лабораторію з біомеханіки (1934 р.)

### Наукові праці
Автор близько 60 наукових праць. Деякі з них:
- О свободной костной автопластике при псевдоартрозах. — Х., 1924 (дис.);[5][8]
- Об организации лечебной помощи пострадавшим от несчастных случаев // Ортопедия и травматология. — 1927. — № 5–6. — С. 160;
- Основные принципы консервативного и оперативного лечения переломов трубчатых костей // Новый хирургический архив. — 1931. — Т. 23. — Кн. №№ 1–2. — С. 271;
- О роли ортопедии в системе советского здравоохранения и об основных принципах организации ортопедической помощи // Новый хирургический архив. — 1931. — Т. 23. — Кн. №№ 1–2. — С. 337;
- Дистрофические процессы в костях и суставах // Ортопедия и травматология. — 1935. — № 1. — С. 9;
- Некоторые руководящие положения из учения об огнестрельных переломах и их лечении //  Ортопедия и травматология. — 1940. — № 1. — С. 7.
- Избранные труды / Под ред. Коржа А. А., Панкова Е. А. — К.,1991.

## Пам'ять
У 1940 р. ім'я М. І. Ситенка надано Українському науково-дослідному інституту ортопедії та травматології  в Харкові (вул. Григорія Сковороди, 80). Меморіальні дошки відкрито у приміщенні інституту (ідентичного змісту на головному фасаді та у вестибюлі будівлі): «Тут працював з 1921 по 1940 рік член-кореспондент Академії наук УРСР, заслужений діяч науки, професор Михайло Іванович Ситенко». У 1931 р. на другому поверсі створено меморіальний музей інституту. Серед експонатів – гіпсовий бюст професора, його особисті речі, фотографії, документи 
У 1965 р. Лебединському медичному училищу також присвоєно ім’я видатного вченого .